# Drăgănești (Bihor)
Drăgăneşti è un comune della Romania di 2 937 abitanti, ubicato nel distretto di Bihor, nella regione storica della Transilvania.
Il comune è formato dall'unione di 9 villaggi: Belejeni, Drăgănești, Grădinari, Livada Beiușului, Mizieș, Păntășești, Sebiș, Talpe, Țigănești de Beiuș.